# UBE4B
UBE4B‏ (Ubiquitination factor E4B) هوَ بروتين يُشَفر بواسطة جين UBE4B في الإنسان.